# イッセン・ハブレ
イッセン・ハブレ（アラビア語: حسين حبري, フランス語: Hissène Habré, 1942年9月13日 - 2021年8月24日）は、チャドの軍人、政治家。同国元首（大統領）を務めた（在任1982年6月 - 1990年12月）。

## 内戦と政権掌握
ハブレはチャド北部の都市であるファヤ・ラルジョーの出身。幼少の頃から学業優秀であったため、チャドの宗主国であったフランス植民地省に就職。上司である軍司令官の推薦を受けてパリの大学に留学し、政治学の学位を取得した後、1971年に帰国。
チャドは1960年の独立後、非イスラム主体の南部を基盤とするフランソワ・トンバルバイ政権が独裁を強化し、イスラム教徒の多い北部を冷遇していた。このため、早くから北部側ではグクーニ・ウェディ率いる反政府組織｢チャド民族解放戦線(FROLINAT)」が組織され、ハブレも加わった。
トンバルバイがフェリックス・マルーム将軍のクーデターで殺害される（1975年）と内戦終結が図られ、ハブレは1978年8月に政府の首相に就任した。翌年にはグクーニ大統領、ハブレ国防相による民族統一暫定政府(GUNT)が発足した。
しかし、グクーニとハブレが対立し、ハブレ派の北部軍 (FAN)、グクーニ派の人民軍 (FAP)の間で再び内戦が勃発した（1980年3月）。これにチャド北部アオゾ地域のウラン資源を狙うリビアのカダフィ政権が介入し、カダフィ支援の下でグクーニが首都を制圧した（1980年12月）。リビア軍の撤退後、平和維持活動を名目にハブレを支援するモブツ・セセ・セコのザイールなどがアフリカ統一機構の部隊インター・アフリカ軍として展開したことはハブレに有利に働いたとグクーニは批判しており、ハブレは1982年6月首都を奪回して10月に大統領に就任した。

## 政権運営と失脚
1983年6月、グクーニ派はリビア支援の下で南下して再び内戦となり、1984年9月の停戦で北緯16度線でチャドを南北に分割支配することとなる。ハブレはフランスとザイール、アメリカの支援で対抗する一方、反政府勢力への残虐な弾圧が指摘された。チャド政府の調査委員会によると、ハブレ政権下で数万人の反体制派が殺害されたと発表している。
1989年4月、大統領側近によるクーデター未遂事件が発生し、このクーデターで亡命を強いられたイドリス・デビが、リビア支援下で愛国救済運動（MPS）を結成、1990年12月に首都ンジャメナを制圧し、ハブレはセネガルへ亡命した。

## 特別法廷の設置及び有罪宣告
ハブレはその後、民族浄化・人道に対する罪と戦争犯罪により、EUやヒューマン・ライツ・ウォッチ（ハブレのあまりの残虐ぶりにヒューマン・ライツ・ウォッチなどは彼のことを「アフリカのピノチェト」と呼んでいる）により国際法廷への引渡しが要請され、2006年に引渡しが決定した。しかし、ハブレの亡命受け入れ国のセネガル政府は引渡しを拒否しており、国際司法裁判所は、2009年2月、セネガルの対応が「国際法を破っている」として非難した。
2008年にはチャドの裁判所により、欠席裁判で「国民に対する犯罪」の容疑で死刑判決を受けた。
2011年にはセネガル政府により突然チャドへの身柄送還が発表されるが、彼の復権に伴う混乱を恐れた国連の依頼により身柄送還は中止された。
2012年7月に国際司法裁判所はセネガル政府に対して迅速にハブレの裁判を行うか、ベルギーに身柄を移送するよう命令を下した。
その一か月後にセネガル政府とアフリカ連合はハブレを裁くための特別法廷を設けることに同意し、2016年5月30日に特別法廷はハブレに有罪を宣告し、人道に対する罪（レイプ、性的奴隷、1982年から1990年にかけてのハブレ政権下での4万人の反体制派への虐殺指示、20万人の反体制派への残虐な弾圧）により無期懲役の判決を言い渡した。これはアフリカ大陸で他の国の元指導者が有罪を宣告された初のケースであった。同年7月29日には被害者へ賠償金を支払うことを命じる判決が下され、金額は一人あたりで最高2000万CFAフラン（約340万円）と定められた。
2021年8月24日、セネガルの首都ダカールの病院にて死亡したことが発表された。78歳没。死因は新型コロナウイルス感染だった。